# Північно-Африканська кампанія (Перша світова війна)
Не варто плутати з Північно-Африканською кампанією Другої світової війни
Північно-Африканська кампанія Першої світової війни (1914–1918) — військова кампанія, що тривала на півночі Африканського континенту на території країн, колонії та васальних держав, що існували на час Першої світової війни.

## Зміст
Основний розпал військових дій у Північній Африці припав на територію Східної пустелі в Лівії та Єгипті в ході кампанії Сенуссі, між військами Османської імперії та повстанцями Сенуссї проти армій Британської імперії та Італійського королівства. 14 листопада 1914 року, з оголошенням 35-м султаном Османської імперії Мехмедом V Джихада Союзникам, за сприянням німців розгорнулися бойові дії, які мали відволікти частку сил Британської імперії від Синайсько-Палестинської кампанії. Італійська армія, намагаючись врятувати завойоване в італійсько-турецькій війні виступила на боці британців. Основні події кампанії Сенуссі тривали з 23 листопада 1915 до лютого 1917 року.
Значно західніше на території щойно завойованого французами Марокко, розгорнулися осередкові бойові дії між французькою армією, що подолала Середній Атлас й просувалася в східному напрямку на Французький Алжир та Заянською конфедерацію берберських племен. Діючи мобільними групами бербери завдавали серйозних та чутливих втрат французьким колоніальним військам. Франція до того ж потерпала від браку збройних формувань; дві третини окупаційних сил були відправлені до Західного фронту, решта сповідала тактику утримання основних ключових об'єктів, міст, оаз, вузлів доріг, які утримувалися мінімально можливими силами від набігів номадів.
З 1916 року на плоскогір'ї Аїр на півдні Сахари, в Нігері, розпочалися змагання між місцевими племенами туарегів на чолі з їх лідером Агою Мухаммадом Каосеном проти французьких колоніальних військ. Епіцентром Туарезького повстання став північ нігерського плоскогір'я, Феццан та міста Агадес, Ін-Галл, Ассоде, Аудерас на території сучасних Нігеру та Лівії.
1 березня 1916 року між Англо-Єгипетським Суданом та султаном Дарфуру розпочалися військові дії на заході сучасного Судану. Британський уряд, у свою чергу, організував британсько-єгипетську Дарфурську експедицію з метою протидії повсталому дарфурському лідерові султану Алі Дінару, який, як вважалося, у взаємодії з повстанцями Сенуссі, що просувалися із заходу Лівійської пустелі, має напасти на Єгипет з півдня. Британсько-французькі війська, значно поступаючись у силах, водночас перевершували супротивника в засобах ведення війни того часу. Так, широкого застосування зазнали моторні автомобілі, аероплани, бездротовий зв'язок; за допомогою передових технічних новинок, європейці помножували ефективність своїх дій та бойові можливості й часто вносили смуту в ряди ворога своєю швидкістю реагування та маневреністю дій.